# فیلیپ گریوس
فیلیپ گریوس (انگلیسی: Philip Greaves؛ زادهٔ ۱۹ ژانویهٔ ۱۹۳۱) یک سیاست‌مدار اهل باربادوس است.